# Dennis Gastmann

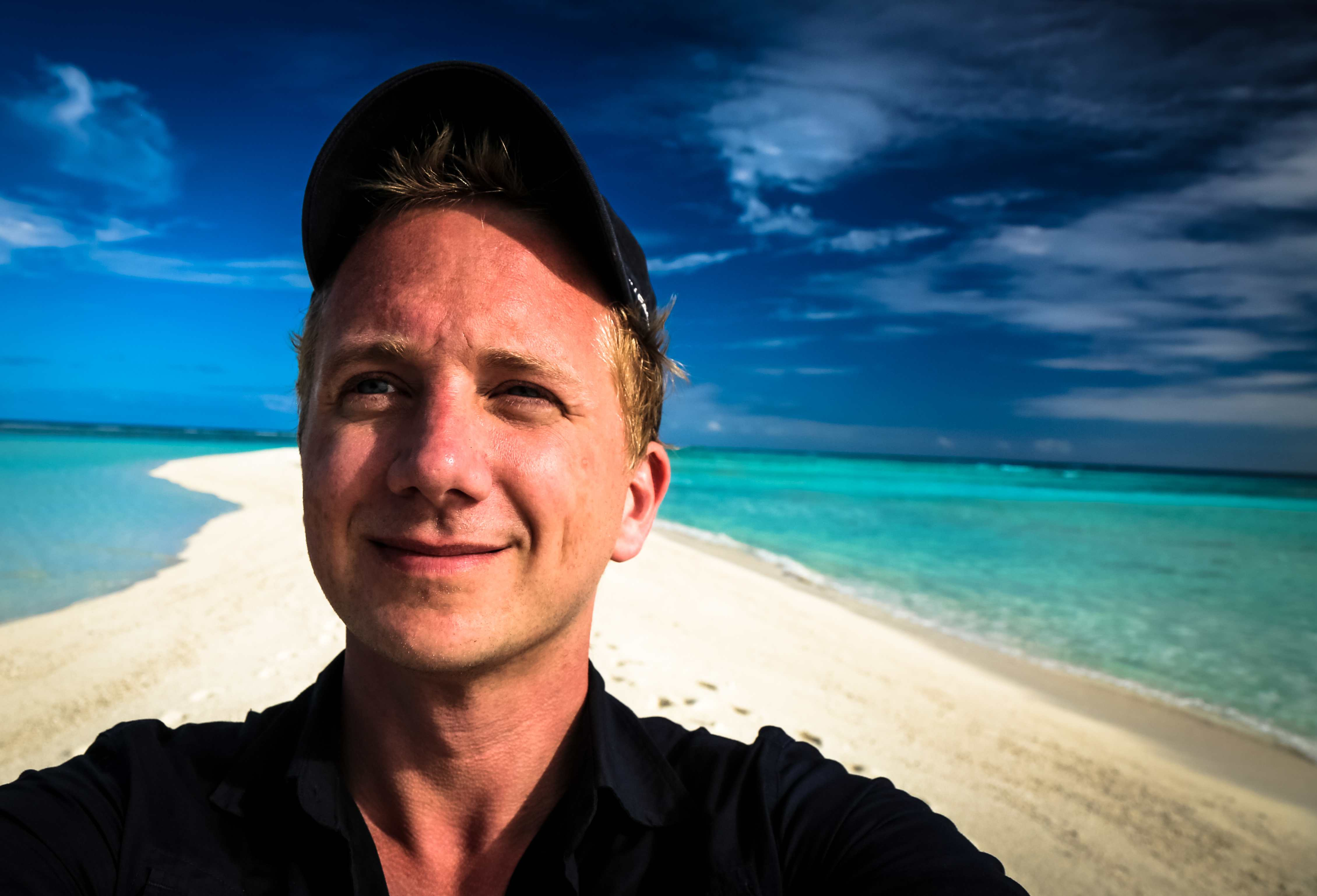
Dennis Gastmann auf den Gambierinseln, Französisch-Polynesien (2015)

Dennis Gastmann (* 11. Juni 1978 in Osnabrück) ist ein deutscher Fernsehjournalist und Schriftsteller.

## Leben
Dennis Gastmann studierte Politik und Journalistik an der Universität Hamburg und begann seine Karriere als Filmemacher im NDR. Nach dem Volontariat stieg er zunächst bei der Satiresendung extra 3 ein – als Autor, Interviewer und Reporter vor der Kamera. Daneben arbeitete er für die Magazine ZAPP und Panorama. Erste Bekanntheit erlangte er durch ein schwarz-weißes, kunstvoll montiertes Interview mit dem lange verstorbenen Franz Josef Strauß zur Landtagswahl in Bayern 2008. Eine größere Öffentlichkeit erreichte seine Reporterfigur „Dennis“, die gesellschaftlichen Missständen auf den Grund ging – mit hintersinnigen, entwaffnend kindlichen Fragen. Die Zeitschrift Geo nannte seine Fragetechnik „hartnäckig wie Michael Moore, furchtlos wie Borat, aber viel charmanter“. 2009 erhielt er dafür gemeinsam mit Ina Müller den Journalistenpreis Goldener Prometheus als „Bester Newcomer“.
Noch im gleichen Jahr wechselte Gastmann in die Auslandsredaktion. Für die Magazine Weltbilder und WDR Weltweit reiste er „Mit 80.000 Fragen um die Welt“ und versuchte auf liebevoll ironische Weise, die letzten großen Fragen der Menschheit zu beantworten. Die gleichnamige interaktive Fernsehserie, deren Autor, Gesicht und Stimme er war, lief über fünf Jahre und wurde doppelt für den Grimme-Preis nominiert. Später moderierte er Der Gastmann im WDR Fernsehen, die „erste politisch-satirische Talk-Reportage“, wofür er eine weitere Grimme-Preis-Nominierung erhielt.
Gastmann dokumentierte seine Abenteuer in dem Reportage-Band Mit 80.000 Fragen um die Welt  und widmete sich der Schriftstellerei. Für Gang nach Canossa wanderte er 1637 Kilometer zu Fuß von Hamburg bis nach Italien. Geschlossene Gesellschaft, sein subjektiver Reichtumsbericht in der Tradition des New Journalism, führte ihn auf eine einjährige Expedition in die Welt der Millionäre und Milliardäre. Später erschien Atlas der unentdeckten Länder im Rowohlt Verlag, eine Reise von der Mönchsrepublik Athos über Transnistrien bis zur entlegenen Insel Pitcairn, auf der die Nachfahren der Meuterer von der Bounty leben. Seine Bücher avancierten allesamt zu Spiegel-Bestsellern und gelten als moderne Beispiele für literarischen Gonzo-Journalismus im deutschsprachigen Raum. Er gehört zum Kolumnistenkreis des Reisemagazins Merian.
2023 veröffentlichte er im Rowohlt Verlag seinen ersten Roman Dalee. Inspiriert von einer Indienreise und der Fotografie eines schwimmenden Elefanten auf den Andamaneninseln erzählt er eine hochgelobte Abenteuergeschichte im Stile des Magischen Realismus. Celine Schäfer von ttt – titel, thesen, temperamente schrieb: „Aus genauen Beobachtungen entwickelt Dennis Gastmann eine überbordende Phantasie, eine bildreiche Geschichte über die Liebe eines kleinen Jungen zu seinem Elefantengefährten.“ Zuletzt veröffentlichte Gastmann ein neues literarisches Reisebuch: „Der blaue Lampion – Stories von unterwegs“ erschien am 13. August 2024 bei Rowohlt Berlin.
Dennis Gastmann lebt in Hamburg. Er ist Keynote Speaker bei Argon Speakers, der Referentenagentur der Holtzbrinck-Verlage, und doziert an mehreren deutschen Journalistenschulen, unter anderem im Bereich Reportage, Interview und Humor.

## Pressestimmen
„Gastmann ist ein wundervoller Reiseautor mit einem Gespür für skurrile Situationen und der Begabung für schillernde Menschenporträts“, schrieb der Focus.
„Wer so schreiben kann, besteht literarische Wagnisse mit Leichtigkeit“, urteilte die Zeitschrift Mare über Dennis Gastmann und seinen Roman Dalee.
Der Medienkritiker Stefan Niggemeier nennt Gastmann einen „außergewöhnliche[n] Reporter, der uns Zuschauer nicht als Wissender, sondern als Fragender durch die Welt führt“. Das Medienmagazin V.i.S.d.P. bezeichnete Gastmann als „Peter Scholl-Latour der Generation Twitter“, der den Beruf des Auslandsreporters neu erfinde. NDR Kultur sagt, er sei ein „brillanter Beobachter“.

## Auszeichnungen
- 2009: Goldener Prometheus als „Bester Newcomer des Jahres“
- 2009: NDR-Fernsehpreis „Seh-Stern“ für die „Beste Programmidee des Jahres“
- 2010: Axel-Springer-Preis in der Kategorie Fernsehen[13]
- 2010: Doppelte Nominierung für den Grimme-Preis für Mit 80.000 Fragen um die Welt (NDR/WDR)
- 2013: Nominierung für den Grimme-Preis für Der Gastmann (WDR)

## Verschiedenes
Dennis Gastmann ist Träger des Adelstitels „Letzter Kaiser von Ladonien“.

## Werke
- 2011: Mit 80.000 Fragen um die Welt. Rowohlt, ISBN 978-3-87134-689-7.
- 2012: Gang nach Canossa – ein Mann, ein Ziel, ein Abenteuer. Rowohlt, ISBN 978-3-87134-744-3.
- 2014: Geschlossene Gesellschaft – ein Reichtumsbericht. Rowohlt, ISBN 978-3-87134-773-3.
- 2016: Atlas der unentdeckten Länder. Rowohlt Berlin, Berlin, ISBN 978-3-87134-825-9.[15]
- 2018: Der vorletzte Samurai. Ein japanisches Abenteuer. Rowohlt Berlin, Berlin, ISBN 978-3-7371-0011-3.
- 2023: Dalee. Rowohlt Berlin, Berlin, ISBN 978-3-7371-0090-8.
- 2024: Der blaue Lampion – Stories von unterwegs. Rowohlt Berlin, Berlin, ISBN 978-3-7371-0210-0.